# 迈克尔·曼多
迈克尔·曼多（1981年7月13日—）是一名加拿大演员。他最出名的角色是在AMC系列影集《絕命律師》（2015-2022 年）中扮演的纳乔 、在电子游戏系列《孤岛惊魂》 （2012-2021年）中扮演Vaas Montenegro 、在科幻系列《黑色孤儿》（2013 –2014年）中扮演 Vic Schmidt ，以及《蜘蛛人：返校日》中的麦克·加根。他曾两次获得加拿大电影奖和演员工会奖提名。

## 早期生活
曼多出生在魁北克市，父母有墨西哥血统。  他由父亲抚养长大，是三个兄弟中的老二。这家人经常旅行，曾经在四大洲的10多个城市和超过35个不同地点居住过，而这一切都发生在曼多20 多岁之前。  他的母语是法语，他还会说流利的英语和西班牙语。  他儿时的梦想是长大后成为一名作家或运动员。  
然而，在他 20 多岁的时候，膝盖的伤病让他决定改变道路。 在 2004 年在圆顶剧院项目（道森学院）发现表演艺术之前，他在蒙特利尔大学就读于许多领域，包括国际关系。 尽管之前没有接受过培训，但他继续在该节目的所有五部作品中扮演男主角。  他于2007年毕业。他的圆顶学分包括莎士比亚的《如你所愿》中的奥兰多、大卫·埃德加的《五旬节》中的卡茨教授、以及田纳西·威廉斯的《俄耳甫斯降临》中的瓦伦丁泽维尔。 该项目的主席 Steven W. Lecky 称曼多是“过去 25 年来从该项目中脱颖而出的最优秀人才之一”。 

## 职业生涯
在蒙特利尔的两部获奖专业戏剧作品中扮演主角后，  曼多创立了Red Barlo Productions。   该公司的第一部电影《有条件的爱》（由曼多主演、导演和编剧）于 2010 年上映，并正式入选幻想曲、   Bare Bones 、   ACTRA Short Films 、  和新希望国际电影节。  
曼多的电视处女作同时出现了一系列对比鲜明的角色。他的作品包括在犯罪系列《桥》、医疗剧迷你系列《放血》和《神奇的治愈》中客串，在《边境》中作为MS-13帮派成员，以及在《边境》中作为角色 Kenzi（由Ksenia Solo饰演）的密友科幻系列迷失女孩。

## 作品

### 电影
| 年份 | 标题                 | 角色                | 备注                                 |
| ---- | -------------------- | ------------------- | ------------------------------------ |
| 2010 | 《有条件的感情》     | 杰克                | 短片 同时也是导演、编剧和制片人      |
| 2010 | 《领土》             | 贾利·阿德尔·卡利德  |                                      |
| 2011 | 《心灵的深渊》       | 约翰尼·H            |                                      |
| 2012 | 《善意的谎言》       | 奥维尔              |                                      |
| 2013 | 《殖民地》           | 库珀                |                                      |
| 2013 | 《极乐世界》         | 里科                | 未记入                               |
| 2013 | 《行动起来》         | 拉斐尔              |                                      |
| 2016 | 《醒来》             | 约翰尼 H./Alter Ego | 短片 </br>同时也是导演、编剧和制片人 |
| 2017 | 《蜘蛛侠：英雄归来》 | 麦克·加根           |                                      |
| 2018 | 《蜂鸟计划》         | 马克维加            |                                      |

### 电视
| 年份        | 标题                      | 角色               | 备注                     |
| ----------- | ------------------------- | ------------------ | ------------------------ |
| 2008； 2010 | 《边界》                  | 米尔扎/马可        | 2 集                     |
| 2009        | 《最后的圣殿骑士》        | Necia 大副         | 2 集                     |
| 2009        | 《谎言之网》              | 丹尼·威尔科克斯    | 电视电影                 |
| 2009        | 《闪点》                  | 费利佩             | 剧集：《老鹰二号》       |
| 2010        | 《放血和神奇的治疗》      | 马诺拉斯博士       | 2 集                     |
| 2010        | 《桥》                    | K9                 | 剧集：“声音携带”         |
| 2010        | 《迷失的女孩》            | 内维尔             | 剧集：“（Dis）仅限成员”  |
| 2011        | 《国王》                  | 埃斯特班·德马科    | 剧集：“T-Bone”           |
| 2011        | 《迈克尔：周二和周四》    | 阿兰               | 剧集：“即兴对话”         |
| 2012        | 《怀孕项目》              | 哈维尔·罗德里格斯  | 电视电影                 |
| 2012        | 《Les Bleus de Ramville》 | 马克-安德烈大卫    | 8 集                     |
| 2012        | 《心理》                  | 楚伊               | 剧集：“让我们再玩一次吧” |
| 2012        | 《杀戮》                  | 巴斯克斯           | 剧集：“取消预订”         |
| 2013        | 《聆听者》                | 伦·加兹基          | 剧集：“系好安全带”       |
| 2013        | 《菜鸟警察》              | 塞萨尔·麦地那      | 情节：“孩子们不好”       |
| 2013        | 《秘密事务》              | 爱德华多           | 剧集：“进入白色”         |
| 2013–14     | 《黑色孤儿》              | 维克多“维克”施密特 | 9 集                     |
| 2014        | 《拉玛琳》                | 阿尔瓦罗·佩索阿    | 5 集                     |
| 2015–22     | 《绝命律师》              | 納丘·瓦加          | 33 集                    |
| 2016 年     | 《历史的十字路口》        | 高姆               | 剧集：“哥伦布”           |

### 电子游戏
| 年份 | 标题             | 配音角色                | 备注               |
| ---- | ---------------- | ----------------------- | ------------------ |
| 2010 | 《肖恩怀特滑板》 | 弗朗西斯科·克里斯托瓦尔 |                    |
| 2012 | 《孤岛惊魂3》    | 瓦斯黑山                | 还有肖像和动作捕捉 |
| 2021 | 《孤岛惊魂 6》   | 瓦斯黑山                | 还有肖像和动作捕捉 |

### 网络
| 年份 | 标题             | 角色     | 备注 |
| ---- | ---------------- | -------- | ---- |
| 2012 | 《孤岛惊魂体验》 | 瓦斯黑山 | 5 集 |